# Dambordjes-associatie
De dambordjes-associatie (Circinarietum contortae) is een associatie uit het dambordjes-verbond (Circinarion calcareae). Het betreft een zeer algemeen voorkomende, cultuurvolgende associatie die epilitische pioniervegetatie omvat die wordt gedomineerd door eutrafente, korstvormige lichenen.

## Naamgeving en codering
| Aspicilietum contortae Kaiser ex Klem. 1955 |

- Syntaxoncode voor Nederland (rVvN): r49Ba01

De wetenschappelijke naam Circinarietum contortae is afgeleid van de botanische naam van rond dambordje (Circinaria contorta). De laatstgenoemde soort geldt als preferente kensoort voor deze associatie, waarin zij haar hoogste bedekking bereikt en vrijwel altijd aspectbepalend optreedt. In Nederland en Vlaanderen wordt de triviale naam 'dambordjes-associatie' gebruikt omdat naast rond dambordje ook het minder algemene plat dambordje alhier als associatiekensoort geldt.

## Fysiognomie
Fysiognomisch is de dambordjes-associatie veelal gemakkelijk herkenbaar. Het vegetatieaspect van de gemeenschap wordt hoofdzakelijk gevormd door een vlekkenpatroon met witte, (mintgroen)grijswitte en/of donkergrijze, korstvormige korstmossen. Dikwijls is de associatiekensoort rond dambordje aspectbepalend en zeer dominant in de vegetatie. Het witte en/of grijze vlekkenpatroon – waaraan de dambordjes-associatie vaak makkelijk te herkennen is – kan op trottoirs en pleinen enige gelijkenis vertonen met kauwgom dat in steden regelmatig in groten getale als zwerfafval plat op de bestrating zit aangedrukt. Eveneens kan het vegetatieaspect van de dambordjes-associatie weleens lijken op het witgrijze vlekkenpatroon van vogelpoep op de bestrating. Tijdens natte omstandigheden kan de vegetatie een groenige kleur krijgen doordat rond dambordje dan vaak tijdelijk groener wordt.

## Ecologie
De dambordjes-associatie is een uitgesproken cultuurvolgend vegetatietype. Het substraat van de associatie omvat kalkhoudende, relatief gladde, horizontale oppervlakken van vaste steen waarop geen accumulatie van strooisel kan plaatsvinden. Tevens is de standplaats van dit vegetatietype in het volle zonlicht. De dambordjes-associatie ontwikkelt zich meestal als tredvegetatie op stoeptegels en klinkers, waardoor het grote oppervlakten kan beslaan op pleinen, trottoirs, straten en parkeerplaatsen. Ook leeft de associatie vaak op grafzerken.
De gemeenschap is goed aangepast aan een hoge milieudynamiek. De associatie verdraagt zeer lage en zeer hoge temperaturen goed, alsmede schommelingen hiertussen. Daarnaast kan de associatie ook goed tegen lange droge perioden en ook korte overstroming. Betreding en berijding worden ook goed verdragen.

## Vegetatiezonering

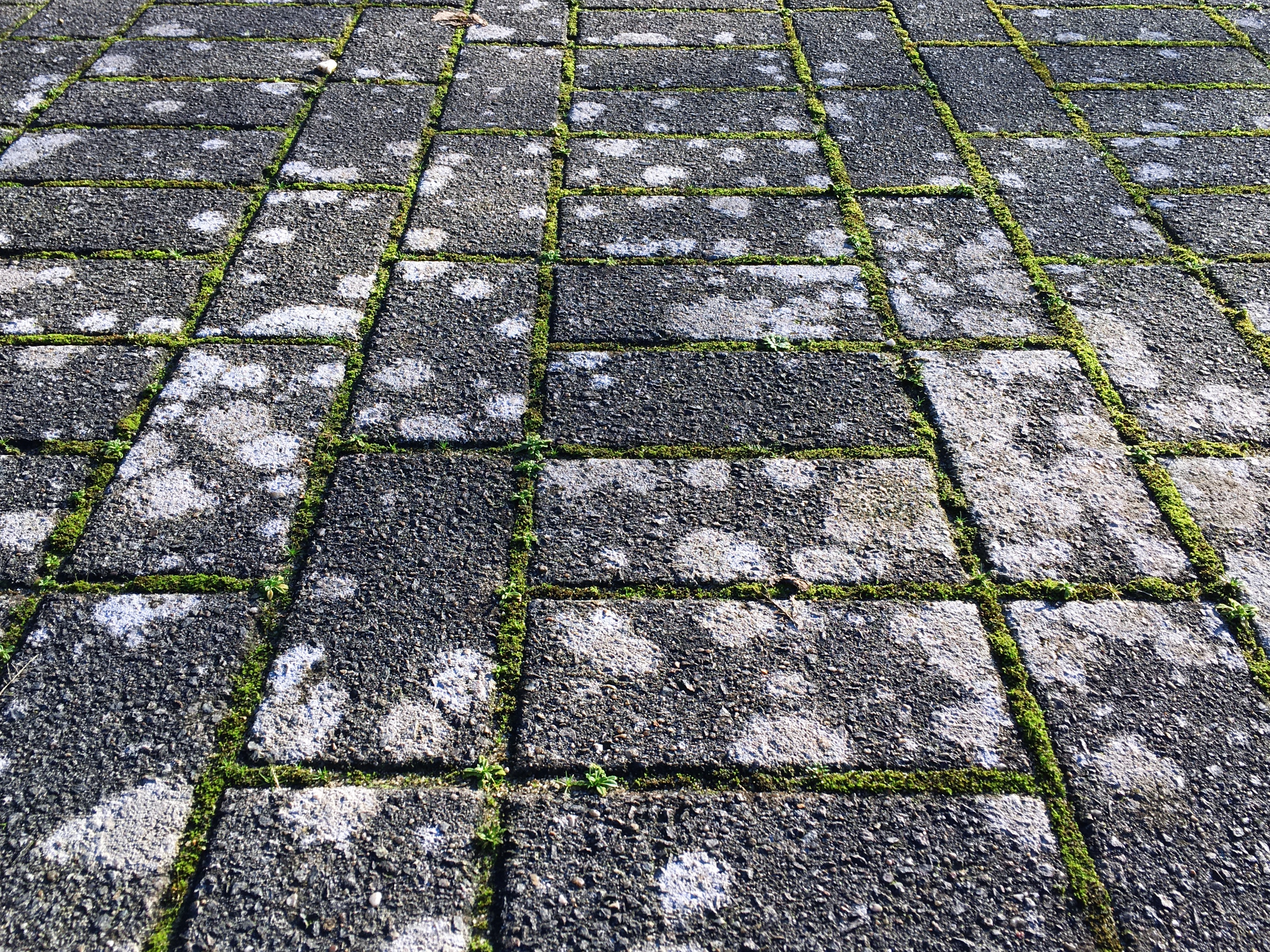
Dambordjes-associatie in mozaïek met de associatie van vetmuur en zilvermos.

In de vegetatiezonering vormt de dambordjes-associatie op extensief gebruikte bestrating vaak een vegetatiemozaïek met de associatie van vetmuur en zilvermos (Bryo-Saginetum). Op overige horizontale oppervlakken waar scheuren of gleuven in kunnen zitten, zoals grafzerken, staat de dambordjes-associatie regelmatig in contact met de muisjesmos-associatie (Orthotricho-Grimmietum) die de spleten opvult.

## Verspreiding
De dambordjes-associatie komt in Nederland en Vlaanderen zeer algemeen voor. Het is een van de meest algemene associaties van het stedelijk gebied.

## Bedreiging
De dambordjes-associatie wordt over het algemeen niet bedreigd en neemt kwantitatief toe door verstedelijking en verstening. Toch wordt deze gemeenschap vooral kwalitatief wel bedreigd doordat men op veel plekken de vegetatie probeert te verwijderen door het gebruik van een hogedrukreiniger. Ook vormt de komst van gepolijste grafstenen en glazen grafstenen op begraafplaatsen een bedreiging voor de associatie.
Soms wordt ten onrechte gedacht dat stoepbegroeiingen van de dambordjes-associatie de stoep glad en daardoor minder veilig maken.

## Natuurbeheer
De dambordjes-associatie is een gemeenschap die het best aansluit bij de functionele natuurvisie.

## Diagnostische taxa
In de onderstaande synoptische tabel staan de belangrijkste diagnostische taxa van de dambordjes-associatie.
| Diagnostiek       | Triviale naam           | Botanische naam            | Opmerking |
| ----------------- | ----------------------- | -------------------------- | --------- |
| associatiekentaxa | rond dambordje          | Circinaria contorta        |           |
| associatiekentaxa | plat dambordje          | Circinaria calcarea        |           |
| associatiekentaxa | berijpte kroontjeskorst | Sarcogyne regularis        |           |
| associatiekentaxa | zwarte grafkorst        | Placynthium nigrum         |           |
| associatiekentaxa | rode kalksteenkorst     | Protoblastenia rupestris   |           |
| associatiekentaxa | lichte rookkorst        | Catillaria lenticularis    |           |
| klassekentaxa     | muurschotelkorst        | Lecanora muralis           |           |
| klassekentaxa     | gewone stippelkorst     | Verrucaria nigrescens      |           |
| klassekentaxa     | betoncitroenkorst       | Gyalolechia flavovirescens |           |
| klassekentaxa     | verborgen schotelkorst  | Lecanora dispersa          |           |

## Fotogalerij

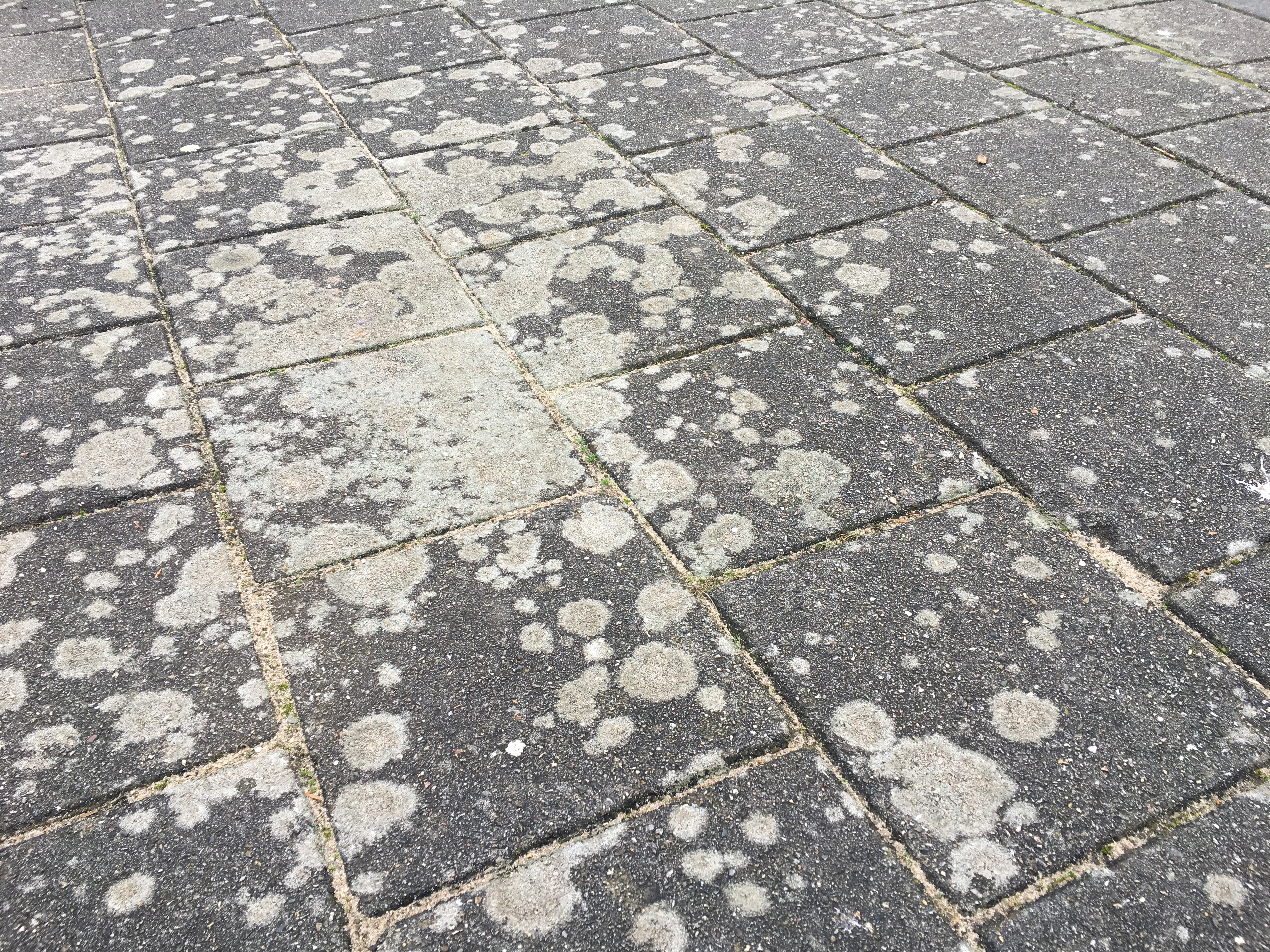
Vegetatieaspect op een trottoir
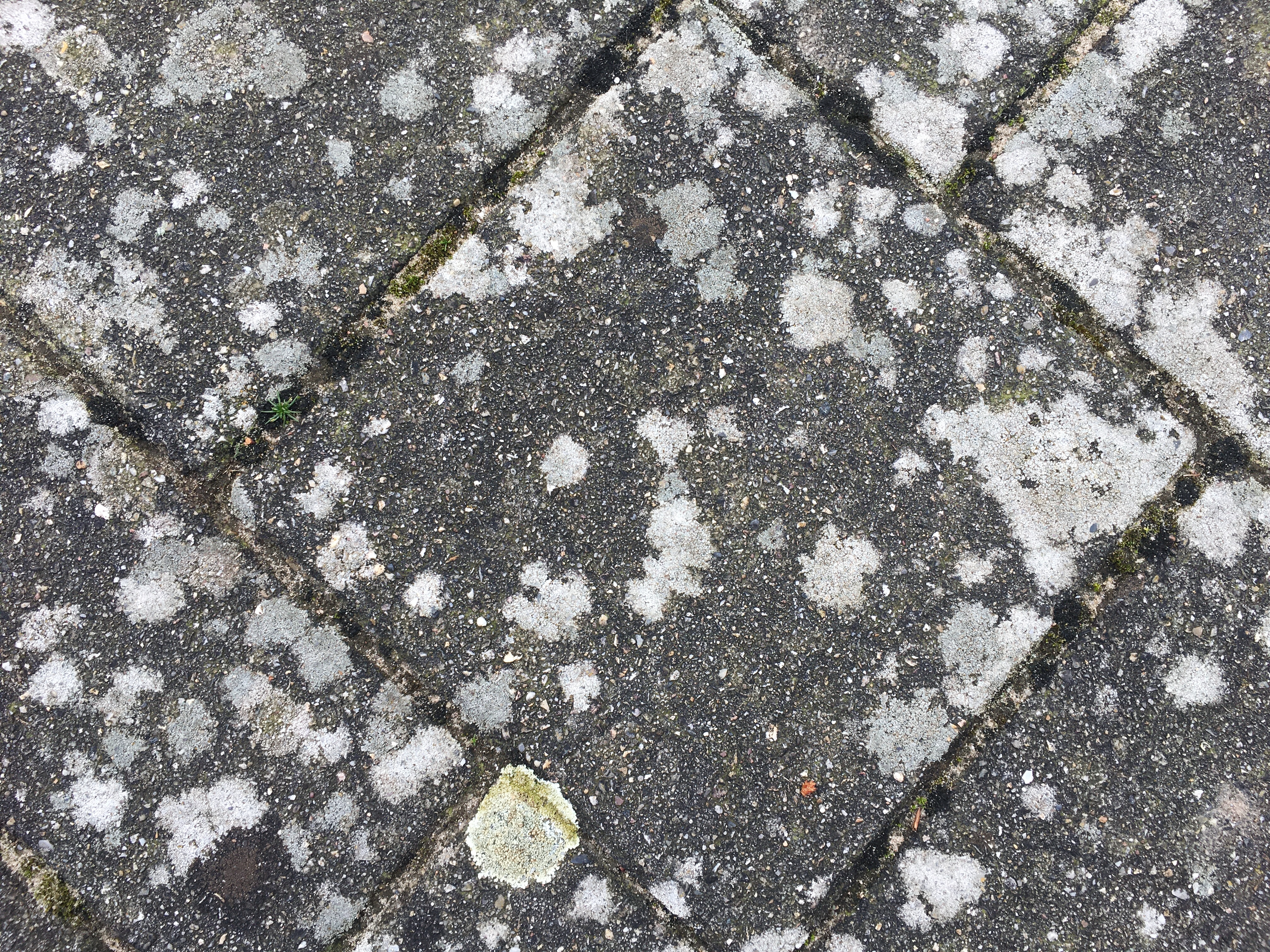
Een close-up van de associatie
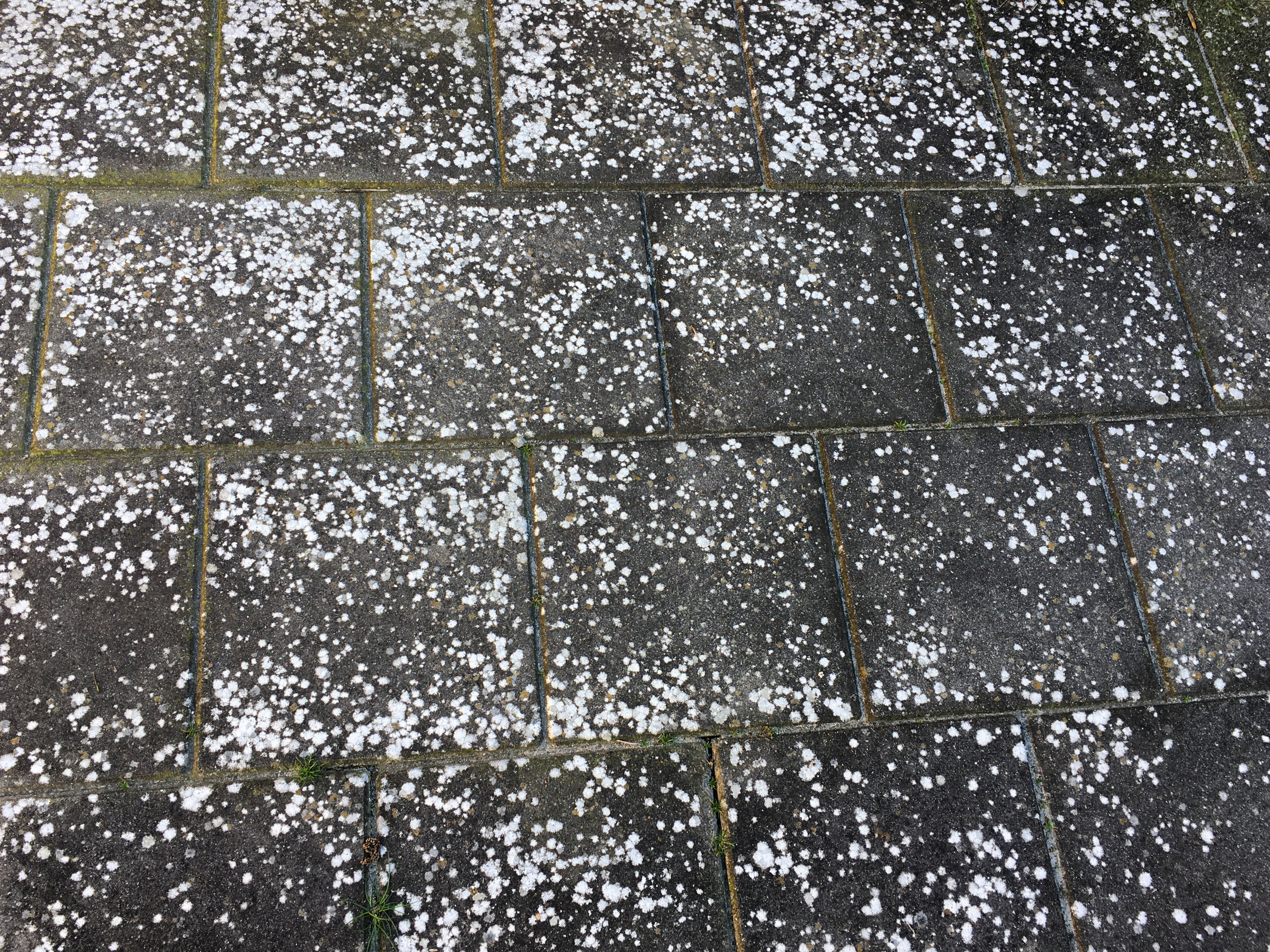
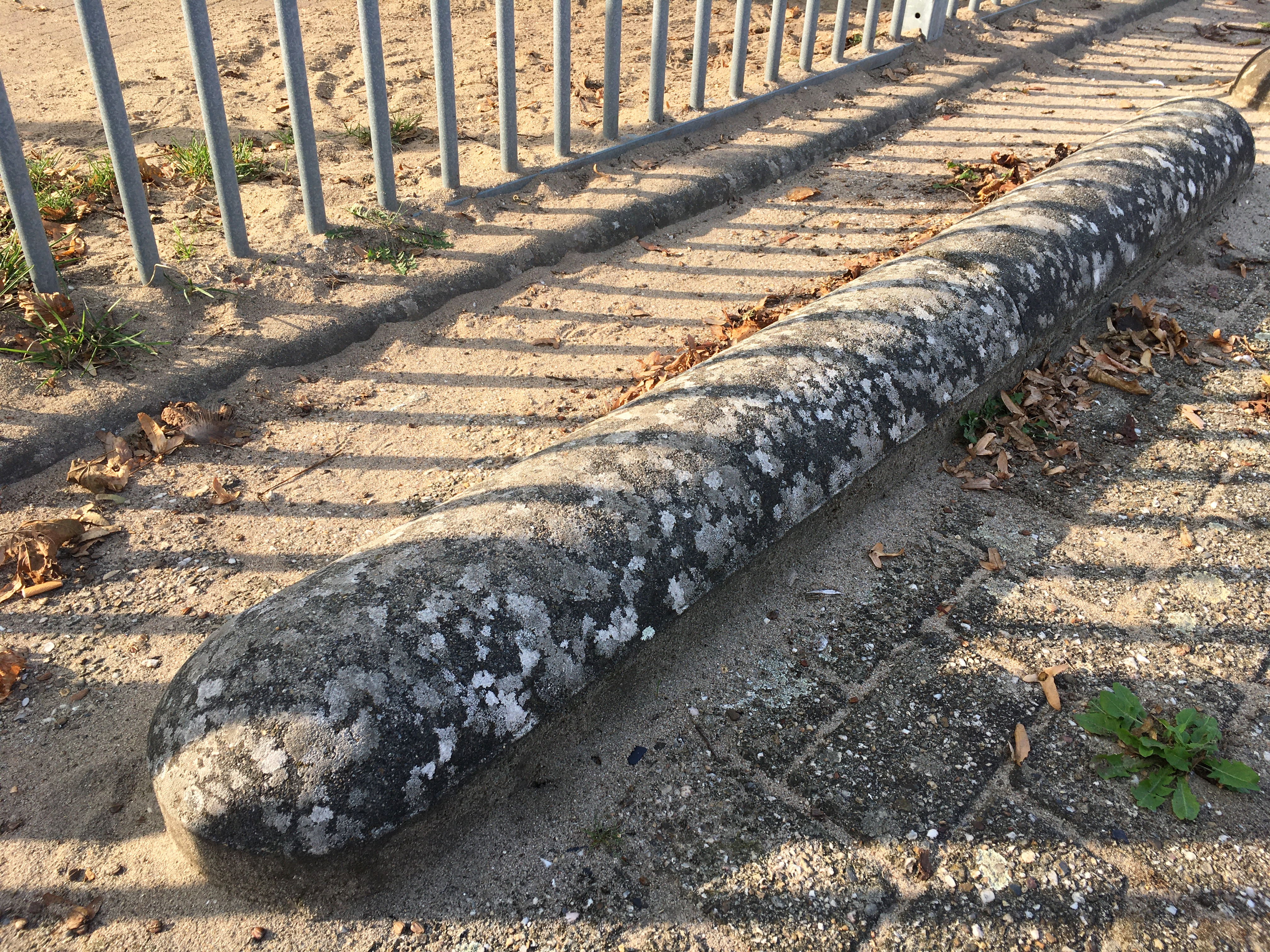